# Diamonds World Tour
Il Diamonds World Tour è stato il quinto tour musicale della cantautrice barbadiana Rihanna, a supporto del suo settimo album in studio Unapologetic (2012).
La tournée è iniziata l'8 marzo 2013 a Buffalo, concludendosi, sempre negli Stati Uniti, il 17 novembre 2013. Alcuni dei concerti si svolsero in concomitanza con dei festival musicali: nella data del 24 maggio 2013 Rihanna si esibì all'interno del Mawazine Festival in Marocco, e in seguito al Roskilde Festival in Danimarca, all'Open'er Festival in Polonia e al T in the Park in Scozia. Il 22 settembre si è esibita, come ospite, al Gran Premio di Singapore, con un pubblico record di 65.000 spettatori.
Secondo la rivista statunitense Billboard è il quinto tour di maggiore incasso del 2013, con un guadagno di circa 138 milioni di dollari ed oltre un milione e seicentomila biglietti venduti.
È la più giovane artista ad aver riempito gli stadi britannici, con record di presenze, tra cui la data di Cardiff con oltre 60.000 spettatori e 95.000 per le due date londinesi. A 25 anni è divenuta anche la più giovane artista donna ad essere riuscita a registrare un sold-out presso lo Stade de France di Parigi, superando così il record fino ad allora detenuto da Lady Gaga, la quale riuscì a realizzare l'impresa all'età di 26 anni.

## Informazioni
Il 7 settembre 2012, dopo la performance del cantante agli MTV Video Music Awards, Rihanna ha annunciato il tour per sostenere il suo allora imminente album. I biglietti per gli spettacoli dei concerti, inizialmente 27 solo in Nord America, sono stati resi disponibili una settimana dopo, il 14 settembre. Il 14 novembre dello stesso invece vennero rivelate le date europee, che avrebbero impegnato la cantante da maggio a luglio dell'anno successivo, seguite da quelle australiane, che vennero confermate il 13 marzo.
Ai primi di marzo, attraverso il suo canale ufficiale YouTube, Rihanna ha postato una serie di video per quanto riguarda i preparativi per il tour: il primo riguardante le audizioni per scegliere i ballerini del tour; il secondo riguardante l'equipaggio e sia la preparazione dei ballerini, che quella dei vestiti che la cantante avrebbe indossato; nel terzo video invece il team della cantante spiega come il palco sarebbe stato allestito per ogni spettacolo: a proposito di esso, Cody Osborne, l'assistente di produzione degli spettacoli, ha spiegato che il palco avrebbe avuto una struttura molto più complessa rispetto ai tour precedenti di Rihanna, tale da aver bisogno di essere montanta e smontata da oltre 58 persone. Infine, negli altri tre video si vedeva come la cantante e i suoi ballerini provavano la coreografia di alcuni brani.
Per quanto riguarda l'abbigliamento, vennero creati più costumi per sostenere le diverse performance della cantante. La designazione di essi è stata affidata a più stilisti fra cui Givenchy, Riccardo Tisci e Dior.

## Sinossi
Il concerto comincia con Rihanna che canta Mother Mary in ginocchio in atto di preghiera davanti a una scultura femminile. Le luci brillanti e ricche iniziano subito dopo la canzone, quando la cantante si esibisce con Presh Out the Runway. Lo show continua con alcuni remix di Birthday Cake per poi proseguire con Talk That Talk dove Rihanna viene raggiunta da ballerini e musicisti aggiuntivi. Dopo le esibizioni di Pour It Up e Cockiness (Love It) viene concluso il primo set con Numb.
Nel secondo set del tour, vi è un'atmosfera ispirata ai Caraibi, dove si inizia con un assolo di chitarra eseguito dalla band, seguito dalla cantante che, avendo cambiato vestito, esegue You Da One, Man Down (dove appare durante l'esibizione una foto segnaletica della cantante che riporta sotto il suo nome completo, ossia "Robyn Rihanna Fanty") e No Love Allowed.  Proseguendo, vengono interpretate Rude Boy e What's My Name?.
Il terzo set comprende le performance di Jump, Umbrella, All of the Lights, Rockstar 101 e finendo con What Now accompagnata da fuoco e un maggiore coinvolgimento della folla.
Nel quarto set Rihanna indossa un lungo abito rosso e si esibisce con una serie di ballate: iniziando con Loveeeeeee Song (in cui la voce di Future è riprodotta in background), si prosegue con Love the Way You Lie (Parte II), una versione abbreviata di Take a Bow e Cold Case Love per poi concludersi con Hate That I Love You.

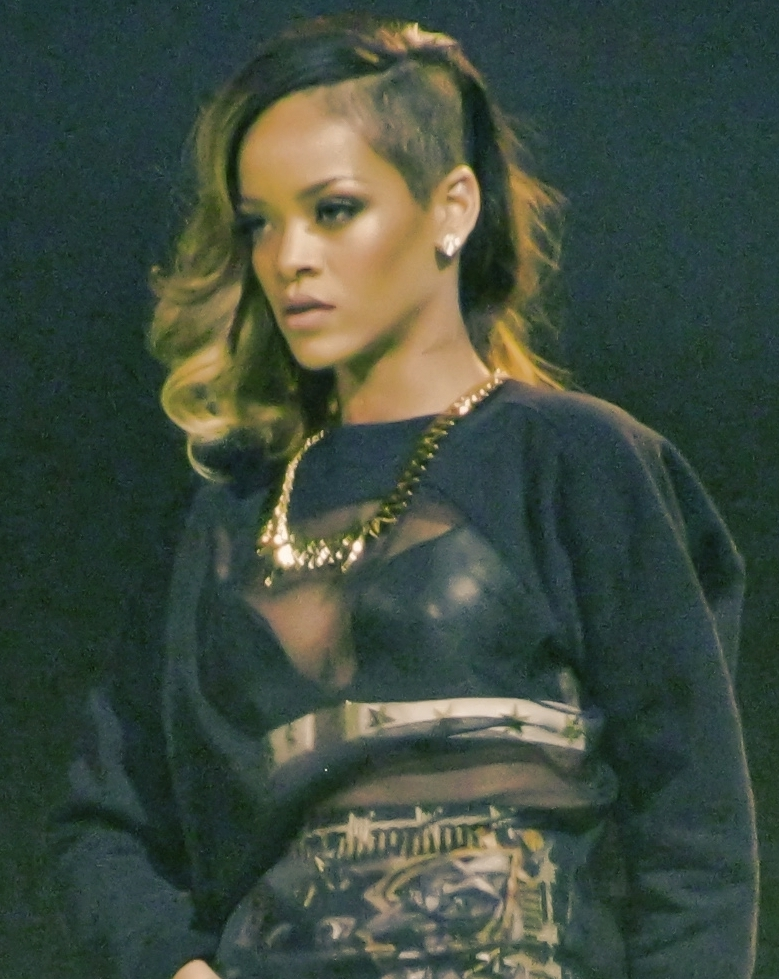
Rihanna a Toronto durante il primo atto dello show

Per quanto riguarda il quinto atto, Rihanna, indossando un vestito fatto di soldi, canta We Found Love, il suo più grande successo. In seguito, la cantante presenta S&M divertendosi tra il pubblico, seguita da Only Girl (in the World) e Don't Stop the Music per poi quindi concludere con Where Have You Been.
Per il bis, ossia la parte conclusiva del concerto, Rihanna esegue Stay e Diamonds, salutando infine e ringraziando il pubblico.

## Scaletta
1. Mother Mary
2. Phresh Out the Runway
3. Birthday Cake
4. Talk That Talk
5. Pour It Up
6. Cockiness
7. Numb
8. You Da One
9. Man Down
10. No Love Allowed
11. Rude Boy
12. What's My Name?
13. Jump
14. Umbrella
15. All of the Lights / Rockstar 101
16. What Now
17. Loveeeeeee Song

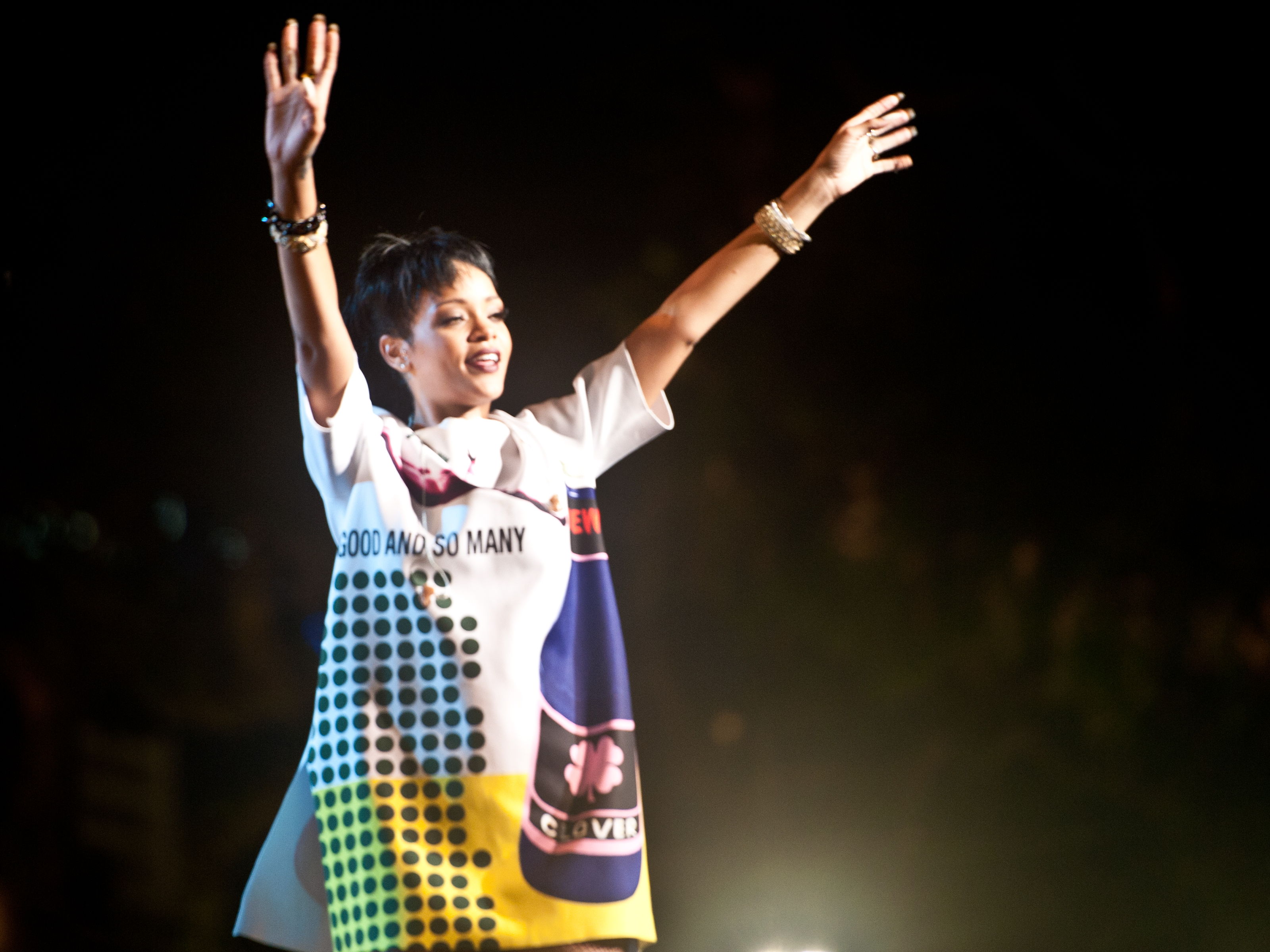
Rihanna in Singapore

18. Love the Way You Lie (Part II) / Take a Bow / Cold Case Love
19. Hate That I Love You
20. We Found Love
21. S&M / Only Girl / Don't Stop the Music (contiene elementi di Disturbia)
22. Where Have You Been
23. Stay
24. Diamonds

## Recensioni
Per quanto riguarda l'Europa, sono state acclamate in particolare le date britanniche. Hannah Britt di Daily Express, nella sua recensione riguardante le date londinesi, si è soffermata nel lodare la capacità di Rihanna di sapersi gestire in uno stadio così imponente quale il Twickenham. Circa il concerto di Cardiff, Elena Cresci di Western Mail ha affermato che la cantante è in grado di accontentare i suoi fan, riuscendo a regalare loro ciò che desiderano. Altrettanto positive recensioni giungono dal Nord America: la celebre Billboard, fra le tante, ha criticato molto positivamente il concerto di Hartford  descrivendo lo spettacolo come "fantastico"; mentre il Chicago Tribune si è rivelato più scettico esprimendo la propria scontentezza nel vedere la pop star cantare di meno rispetto alle esibizioni precedenti, nonostante ciò è stata comunque elogiata l'interazione tra Rihanna e il suo corpo di ballo.

## Artisti d'apertura
La seguente lista rappresenta il numero correlato agli artisti d'apertura nella tabella delle date del tour.
- ASAP Rocky = 1
- GTA= 2
- HAIM = 3
- David Guetta = 4
- Dizzee Rascal = 5
- 2 Chainz = 6

## Date
| Data              | Città            | Stato                 | Luogo                         | Artisti d'apertura | Biglietti venduti / Biglietti disponibili | Incasso      |
| Nord America      | Nord America     | Nord America          | Nord America                  | Nord America       | Nord America                              | Nord America |
| ----------------- | ---------------- | --------------------- | ----------------------------- | ------------------ | ----------------------------------------- | ------------ |
| 8 marzo 2013      | Buffalo          | Stati Uniti           | First Niagara Center          | 1                  | 15.614 / 15.614                           | $1.117.147   |
| 14 marzo 2013     | Filadelfia       | Stati Uniti           | Wells Fargo Center            | 1                  | 15.095 / 15.095                           | $1.080.298   |
| 15 marzo 2013     | Hartford         | Stati Uniti           | XL Center                     | 1                  | 10.985 / 10.985                           | $842.941     |
| 17 marzo 2013     | Montréal         | Canada                | Bell Centre                   | 1                  | 30.082 / 30.082                           | $2.468.525   |
| 18 marzo 2013     | Toronto          | Canada                | Air Canada Centre             | 1                  | 32.038 / 32.038                           | $2.498.532   |
| 19 marzo 2013     | Toronto          | Canada                | Air Canada Centre             | 1                  | 32.038 / 32.038                           | $2.498.532   |
| 21 marzo 2013     | Detroit          | Stati Uniti           | Joe Louis Arena               | 1                  | 15.349 / 15.349                           | $937.674     |
| 22 marzo 2013     | Chicago          | Stati Uniti           | United Center                 | 1                  | 15.902 / 15.902                           | $1.234.380   |
| 24 marzo 2013     | Saint Paul       | Stati Uniti           | Xcel Energy Center            | 1                  | 10.929 / 10.929                           | $780.143     |
| 25 marzo 2013     | Winnipeg         | Canada                | MTS Centre                    | 1                  | 10.649 / 10.649                           | $880.893     |
| 27 marzo 2013     | Edmonton         | Canada                | Rexall Place                  | 1                  | 13.133 / 13.133                           | $1.008.532   |
| 30 marzo 2013     | Calgary          | Canada                | Scotiabank Saddledome         | 1                  | 13.495 / 13.495                           | $1.012.286   |
| 1º aprile 2013    | Vancouver        | Canada                | Rogers Arena                  | 1                  | 14.879 / 14.879                           | $1.153.688   |
| 3 aprile 2013     | Seattle          | Stati Uniti           | KeyArena                      | 1                  | 10.906 / 10.906                           | $782.027     |
| 6 aprile 2013     | San Jose         | Stati Uniti           | HP Pavilion                   | 1                  | 14.027 / 14.027                           | $1.047.778   |
| 8 aprile 2013     | Los Angeles      | Stati Uniti           | Staples Center                | 1                  | 14.882 / 14.882                           | $1.297.755   |
| 9 aprile 2013     | Anaheim          | Stati Uniti           | Honda Center                  | 1                  | 11.050 / 11.050                           | $950.442     |
| 11 aprile 2013    | San Diego        | Stati Uniti           | Valley View Casino Center     | 1                  | 11.831 / 11.831                           | $899.782     |
| 12 aprile 2013    | Las Vegas        | Stati Uniti           | Mandalay Bay Events Center    | 1                  | 8.861 / 8.861                             | $1.047.675   |
| 19 aprile 2013    | Tampa            | Stati Uniti           | Tampa Bay Times Forum         | 1                  | 11.705 / 11.705                           | $901.024     |
| 20 aprile 2013    | Sunrise          | Stati Uniti           | BB&T Center                   | 1                  | 13.959 / 13.959                           | $1.042.363   |
| 22 aprile 2013    | Atlanta          | Stati Uniti           | Philips Arena                 | 1                  | 13.233 / 13.233                           | $924.581     |
| 24 aprile 2013    | Baltimora        | Stati Uniti           | 1st Mariner Arena             | 1                  | 11.002 / 11.002                           | $788.340     |
| 26 aprile 2013    | Atlantic City    | Stati Uniti           | Revel Ovation Hall            | 1                  | 4.391 / 4.391                             | $515.641     |
| 28 aprile 2013    | Newark           | Stati Uniti           | Prudential Center             | 1                  | 13.999 / 13.999                           | $1.215.879   |
| 29 aprile 2013    | Washington, D.C. | Stati Uniti           | Verizon Center                | 1                  | 14.339 / 14.339                           | $1.185.020   |
| 1º maggio 2013    | Montréal         | Canada                | Bell Centre                   | 1                  | [ 26 ]                                    | [ 26 ]       |
| 2 maggio 2013     | Ottawa           | Canada                | Scotiabank Place              | 1                  | 11.990 / 11.990                           | $852.724     |
| 5 maggio 2013     | New York         | Stati Uniti           | Barclays Center               | 1                  | 29.072 / 29.072                           | $2.465.993   |
| 6 maggio 2013     | Boston           | Stati Uniti           | TD Garden                     | 1                  | 14.083 / 14.083                           | $1.061.548   |
| 7 maggio 2013     | New York         | Stati Uniti           | Barclays Center               | 1                  | [ 29 ]                                    | [ 29 ]       |
| Africa            |                  |                       |                               |                    |                                           |              |
| 24 maggio 2013    | Rabat            | Marocco               | OLM Souissi                   | N.D.               | N.D.                                      | N.D.         |
| Europa            |                  |                       |                               |                    |                                           |              |
| 26 maggio 2013    | Bilbao           | Spagna                | Bizkaia Arena                 | 2                  | 13.770 / 13.770                           | $995.676     |
| 28 maggio 2013    | Lisbona          | Portogallo            | MEO Arena                     | 2                  | 18.006 / 18.006                           | $1.151.120   |
| 30 maggio 2013    | Istanbul         | Turchia               | Stadio BJK İnönü              | 2                  | 33.483 / 33.483                           | $3.547.707   |
| 1º giugno 2013    | Barcellona       | Spagna                | Palau Sant Jordi              | 2                  | 17.761 / 17.761                           | $1.339.319   |
| 2 giugno 2013     | Montpellier      | Francia               | Park&Suites Arena             | 2                  | 12.627 / 12.627                           | $915.172     |
| 3 giugno 2013     | Lione            | Francia               | Halle Tony Garnier            | 2 ; 3              | 15.339 / 15.339                           | $994.578     |
| 5 giugno 2013     | Anversa          | Belgio                | Sportpaleis                   | 2 ; 3              | 39.436 / 39.436                           | $2.881.499   |
| 6 giugno 2013     | Anversa          | Belgio                | Sportpaleis                   | 2 ; 3              | 39.436 / 39.436                           | $2.881.499   |
| 8 giugno 2013     | Saint-Denis      | Francia               | Stade de France               | 4 ; 2              | 75.841 / 75.841                           | $6.488.029   |
| 10 giugno 2013    | Cardiff          | Regno Unito           | Millennium Stadium            | 4 ; 2              | 60.307 / 60.307                           | $4.647.267   |
| 12 giugno 2013    | Manchester       | Regno Unito           | Manchester Arena              | 2                  | 55.687 / 55.687                           | $4.677.878   |
| 13 giugno 2013    | Manchester       | Regno Unito           | Manchester Arena              | 2                  | 55.687 / 55.687                           | $4.677.878   |
| 15 giugno 2013    | Londra           | Regno Unito           | Stadio di Twickenham          | 4 ; 2              | 95.971 / 95.971                           | $8.656.858   |
| 16 giugno 2013    | Londra           | Regno Unito           | Stadio di Twickenham          | 4 ; 2              | 95.971 / 95.971                           | $8.656.858   |
| 17 giugno 2013    | Birmingham       | Regno Unito           | LG Arena                      | 2                  | 28.160 / 28.160                           | $2.446.331   |
| 20 giugno 2013    | Sunderland       | Regno Unito           | Stadium of Light              | 4 ; 2              | 54.259 / 54.259                           | $4.413.716   |
| 21 giugno 2013    | Dublino          | Irlanda               | Aviva Stadium                 | 2                  | 48.482 / 48.482                           | $4.956.284   |
| 23 giugno 2013    | Amsterdam        | Paesi Bassi           | Ziggo Dome                    | 2                  | 33.369 / 33.369                           | $2.354.542   |
| 24 giugno 2013    | Amsterdam        | Paesi Bassi           | Ziggo Dome                    | 2                  | 33.369 / 33.369                           | $2.354.542   |
| 26 giugno 2013    | Colonia          | Germania              | Lanxess Arena                 | 2                  | 31.507 / 31.507                           | $2.560.136   |
| 27 giugno 2013    | Colonia          | Germania              | Lanxess Arena                 | 2                  | 31.507 / 31.507                           | $2.560.136   |
| 29 giugno 2013    | Zurigo           | Svizzera              | Hallenstadion                 | 2                  | 27.122 / 27.122                           | $2.380.749   |
| 30 giugno 2013    | Zurigo           | Svizzera              | Hallenstadion                 | 2                  | 27.122 / 27.122                           | $2.380.749   |
| 2 luglio 2013     | Berlino          | Germania              | O2 World Berlin               | 2                  | 13.649 / 13.649                           | $1.079.422   |
| 3 luglio 2013     | Hannover         | Germania              | TUI Arena                     | 2                  | 10.888 / 10.888                           | $917.312     |
| 5 luglio 2013     | Roskilde         | Danimarca             | Festival Grounds              | N.D.               | N.D.                                      | N.D.         |
| 7 luglio 2013     | Gdynia           | Polonia               | Aeroporto di Babie-Doły       | 5                  | N.D.                                      | N.D.         |
| 9 luglio 2013     | Vienna           | Austria               | Wiener Stadthalle             | 2 ; 3              | 15.990 / 15.990                           | $1.306.615   |
| 10 luglio 2013    | Monte Carlo      | Principato di Monaco  | Salle des Étoiles             | N.D.               | N.D.                                      | N.D.         |
| 11 luglio 2013    | Monte Carlo      | Principato di Monaco  | Salle des Étoiles             | N.D.               | N.D.                                      | N.D.         |
| 13 luglio 2013    | Perth e Kinross  | Regno Unito           | Balado                        | N.D.               | N.D.                                      | N.D.         |
| 15 luglio 2013    | Manchester       | Regno Unito           | Manchester Arena              | 2                  | [ 36 ]                                    | [ 36 ]       |
| 16 luglio 2013    | Manchester       | Regno Unito           | Manchester Arena              | 2                  | [ 36 ]                                    | [ 36 ]       |
| 18 luglio 2013    | Birmingham       | Regno Unito           | LG Arena                      | 2                  | [ 37 ]                                    | [ 37 ]       |
| 20 luglio 2013    | Lilla            | Francia               | Stadio Pierre Mauroy          | N.D.               | 27.294 / 27.294                           | $2.188.620   |
| 22 luglio 2013    | Stoccolma        | Svezia                | Ericsson Globe                | 2                  | 13.929 / 13.929                           | $1.226.039   |
| 25 luglio 2013    | Bærum            | Norvegia              | Telenor Arena                 | 2                  | 17.832 / 17.832                           | $2.250.403   |
| 26 luglio 2013    | Bergen           | Norvegia              | Koengen                       | 2                  | 20.125 / 20.125                           | $2.516.799   |
| 28 luglio 2013    | Helsinki         | Finlandia             | Hartwall Arena                | 2                  | 12.111 / 12.111                           | $1.198.861   |
| Asia              |                  |                       |                               |                    |                                           |              |
| 13 settembre 2013 | Macao            | Macao                 | Cotai Arena                   | 2                  | 24.872 / 24.872                           | $2.909.479   |
| 14 settembre 2013 | Macao            | Macao                 | Cotai Arena                   | 2                  | 24.872 / 24.872                           | $2.909.479   |
| 19 settembre 2013 | Manila           | Filippine             | Mall of Asia Arena            | 2                  | 8.118 / 9.743                             | $810.543     |
| 22 settembre 2013 | Singapore        | Singapore             | Circuito di Marina Bay        | 2                  | N.D.                                      | N.D.         |
| Oceania           |                  |                       |                               |                    |                                           |              |
| 24 settembre 2013 | Perth            | Australia             | Perth Arena                   | 2                  | 13.222 / 13.222                           | $1.535.953   |
| 26 settembre 2013 | Adelaide         | Australia             | Adelaide Entertainment Centre | 2                  | 9.281 / 9.281                             | $1.037.041   |
| 28 settembre 2013 | Brisbane         | Australia             | Brisbane Entertainment Centre | 2                  | 12.116 / 12.116                           | $1.341.098   |
| 30 settembre 2013 | Melbourne        | Australia             | Rod Laver Arena               | 2                  | 24.017 / 24.017                           | $2.749.982   |
| 1º ottobre 2013   | Melbourne        | Australia             | Rod Laver Arena               | 2                  | 24.017 / 24.017                           | $2.749.982   |
| 3 ottobre 2013    | Sydney           | Australia             | Allphones Arena               | 2                  | 30.361 / 30.361                           | $3.449.021   |
| 4 ottobre 2013    | Sydney           | Australia             | Allphones Arena               | 2                  | 30.361 / 30.361                           | $3.449.021   |
| 6 ottobre 2013    | Auckland         | Nuova Zelanda         | Vector Arena                  | 2                  | 33.565 / 33.565                           | $3.377.624   |
| 7 ottobre 2013    | Auckland         | Nuova Zelanda         | Vector Arena                  | 2                  | 33.565 / 33.565                           | $3.377.624   |
| 8 ottobre 2013    | Auckland         | Nuova Zelanda         | Vector Arena                  | 2                  | 33.565 / 33.565                           | $3.377.624   |
| Africa            |                  |                       |                               |                    |                                           |              |
| 13 ottobre 2013   | Johannesburg     | Sudafrica             | FNB Stadium                   | 2                  | 67.291 / 67.291                           | $3.732.307   |
| 16 ottobre 2013   | Città del Capo   | Sudafrica             | Cape Town Stadium             | 2                  | 39.616 / 39.616                           | $1.872.570   |
| Asia              |                  |                       |                               |                    |                                           |              |
| 19 ottobre 2013   | Abu Dhabi        | Emirati Arabi Uniti   | du Arena                      | 2                  | 23.757 / 24.170                           | $3.717.513   |
| 22 ottobre 2013   | Tel Aviv         | Israele               | Hayarkon Park                 | 2                  | 50.554 / 50.554                           | $6.121.631   |
| Centro America    |                  |                       |                               |                    |                                           |              |
| 26 ottobre 2013   | Punta Cana       | Repubblica Dominicana | Hard Rock Hotel & Casino      | 1                  | 13.974 / 17.326                           | $1.695.810   |
| 29 ottobre 2013   | San Juan         | Porto Rico            | Stadio Hiram Bithorn          | 1                  | 16.074 / 16.074                           | $1.569.910   |
| Nord America      |                  |                       |                               |                    |                                           |              |
| 9 novembre 2013   | Denver           | Stati Uniti           | Pepsi Center                  | 6                  | 10.180 / 10.180                           | $710.749     |
| 11 novembre 2013  | Dallas           | Stati Uniti           | American Airlines Center      | 6                  | 11.182 / 11.182                           | $765.281     |
| 12 novembre 2013  | Oklahoma City    | Stati Uniti           | Chesapeake Energy Arena       | 6                  | 6.556 / 6.556                             | $501.475     |
| 14 novembre 2013  | Houston          | Stati Uniti           | Toyota Center                 | 1                  | 12.610 / 12.610                           | $1.013.001   |
| 15 novembre 2013  | New Orleans      | Stati Uniti           | New Orleans Arena             | 1                  | 10.974 / 10.974                           | $865.010     |
| Totale            | Totale           | Totale                | Totale                        | Totale             | 1.627.935 / 1.633.625 (99.6%)             | $140.118.252 |

### Cancellazioni
| Data             | Città          | Stato          | Luogo           | Causa            |
| Centro America   | Centro America | Centro America | Centro America  | Centro America   |
| ---------------- | -------------- | -------------- | --------------- | ---------------- |
| 1º novembre 2013 | Bridgetown     | Barbados       | Kensington Oval | Problemi tecnici |